# 天主教巴雷利教区
天主教巴雷利教区 （拉丁語：Dioecesis Bareillensis）是羅馬天主教的一個教區，位於印度北部，包括北方邦西北部及北阿坎德邦東部，面積32,229平方公里。受阿格拉总教区管轄。
1989年1月19日升為教區。2006年有教友5,710名，佔轄區總人口百分之0.1。由六十二名司鐸名管理五十二個堂區。現任教區主教伊纳休斯•德索萨。